# Třída Deutschland
Třída Deutschland byla třída silně vyzbrojených křižníků stavěných na přelomu dvacátých a třicátých let 20. století pro německou Reichsmarine a později Kriegsmarine. Plavidla se zejména svou silnou výzbrojí vymykala tehdejším kategoriím válečných lodí. Bylo to dáno omezeními, ke kterým Německo zavazovala Versailleská smlouva, zejména předepsaným maximálním výtlakem 10 000 imperiálních tun (ten však přesto překonávaly). Německé námořnictvo plavidla kategorizovalo jako pancéřové lodě (německy Panzerschiffe) a od roku 1940 jako těžké křižníky. Britové plavidla třídy Deutschland posměšně nazývali kapesní bitevní loď (anglicky pocket battleships). Tento termín je místy užíván dodnes. Celkem byly postaveny tři jednotky této třídy. Do služby vstoupily v letech 1933–1936. Nasazeny byly do hlídek za španělské občanské války a zejména za druhé světové války. Ve světové válce byly všechny potopeny.

## Stavba

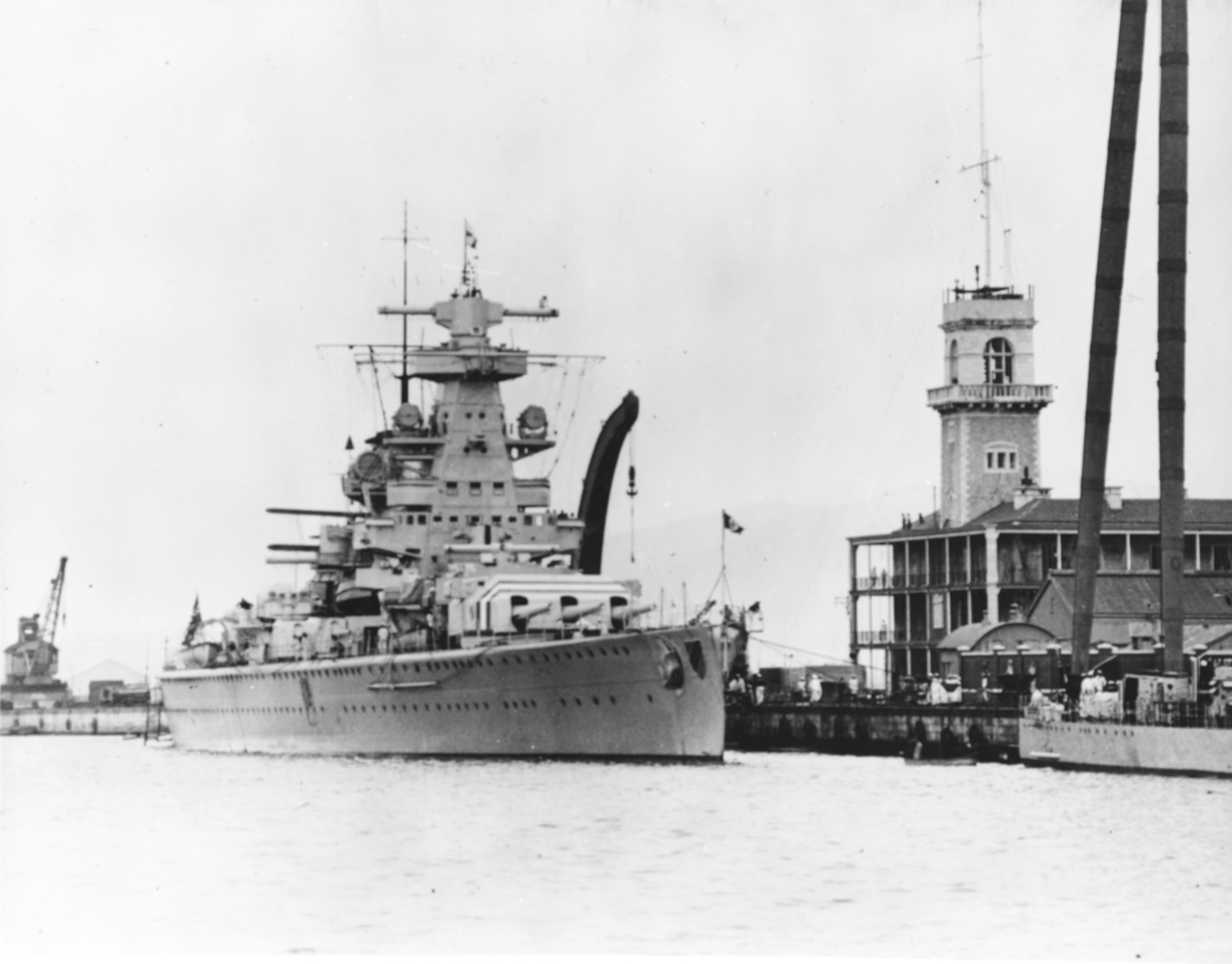
Admiral Scheer v Gibraltaru, cca 1936

Po prohrané první světové válce byla velikost německého námořnictva Versailleskou smlouvou omezena na šest starých bitevních lodí (predreadnoughtů), šest lehkých křižníků a dvanáct torpédoborců. Tato plavidla mohla být nahrazena až po dvaceti letech služby, přičemž výtlak německých válečných lodí byl omezen na pouhých 10 000 T (tehdejší bitevní lodě byly washingtonskou konferencí omezeny na maximálně 35 000 T). Takto omezenému výtlaku by odpovídal těžký křižník, nebo pobřežní bitevní loď. Nakonec vznikly atypické válečné lodě se silnou výzbrojí a pancéřováním, jejichž hlavním úkolem byly operace proti spojenecké lodní dopravě.
Konstruovány byly podle filosofie „silnější než rychlejší, rychlejší než silnější“. Palebnou silou a pancéřováním překonávaly všechny tehdejší těžké křižníky, přičemž silnějším bitevním lodím a bitevním křižníkům měly být schopné uniknout díky své vyšší rychlosti. V době jejich vzniku disponoval předpokládaný protivník (Royal Navy) pouze třemi jednotkami, které měly nejenom větší palebnou sílu, ale i větší rychlost (bitevní křižník HMS Hood a dvě jednotky třídy Renown). Kvůli úspoře hmotnosti bylo při stavbě třídy Deutschland rozsáhle využito svařování. Byly to také první válečné lodě hlavních kategorií poháněné vznětovými motory. Plavidla třídy Deutschland limity výtlaku přesto porušovala, protože jejich skutečný standardní výtlak byl 10 600-12 100 T.
Celkem byly postaveny tři jednotky této třídy. Prototypové plavidlo Deutschland postavila v letech 1929–1933 loděnice Deutsche Werke v Kielu. Druhou a třetí jednotku Admiral Scheer a Admiral Graf Spee postavila v letech 1931–1936 loděnice Kriegsmarinewerft Wilhelmshaven (KMW) ve Wilhelmshavenu.
Jednotky třídy Deutschland:
| Jméno             | Loděnice                        | Založení kýlu | Spuštěna        | Vstup do služby    | Status |
| ----------------- | ------------------------------- | ------------- | --------------- | ------------------ | --- |
| Deutschland       | Deutsche Werke, Kiel            | 1929          | 19. května 1931 | 1. dubna 1933      | Po potopení plavidla Admiral Graf Spee na příkaz Hitlera přejmenován na Lützow. V dubnu 1945 těžce poškozen spojeneckým letectvem a 4. května 1945 potopen vlastní posádkou. Vyzvednut Sověty, využíván jako cvičný cíl a roku 1947 znovu potopen. |
| Admiral Scheer    | Kriegsmarinewerft Wilhelmshaven | 1931          | 1. dubna 1933   | 12. listopadu 1934 | V noci 9. dubna 1945 v Kielu potopen spojeneckým letectvem. |
| Admiral Graf Spee | Kriegsmarinewerft Wilhelmshaven | 1932          | 30. června 1934 | 6. ledna 1936      | Dne 13. prosinec 1939 poškozen v bitvě u ústí Rio de La Plata. Uchýlil se do Montevidea k opravám a následně byl 17. prosince 1939 potopen vlastní posádkou.                                                                                       |

## Konstrukce

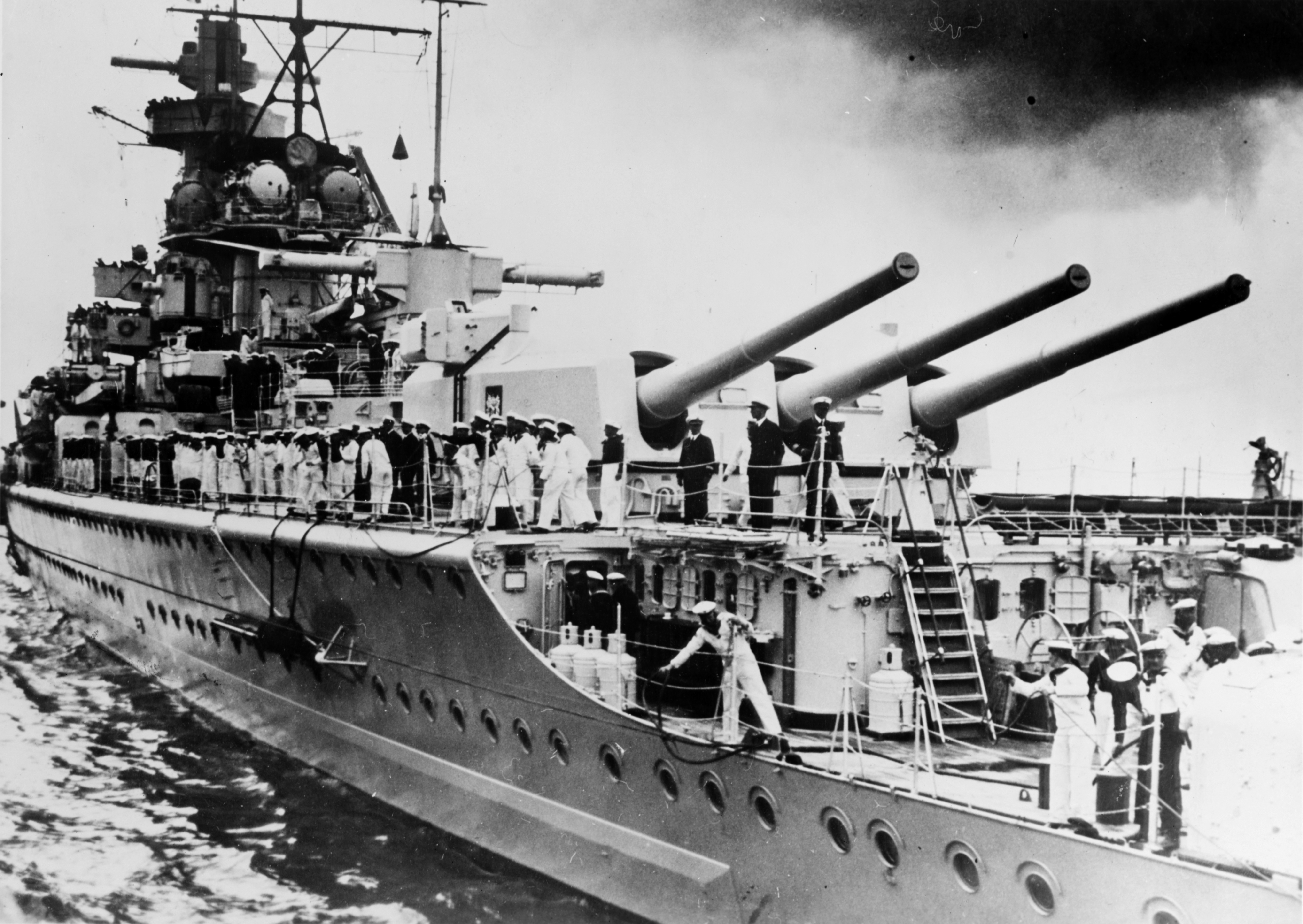
Zadní dělová věž pancéřové lodě Admiral Graf Spee

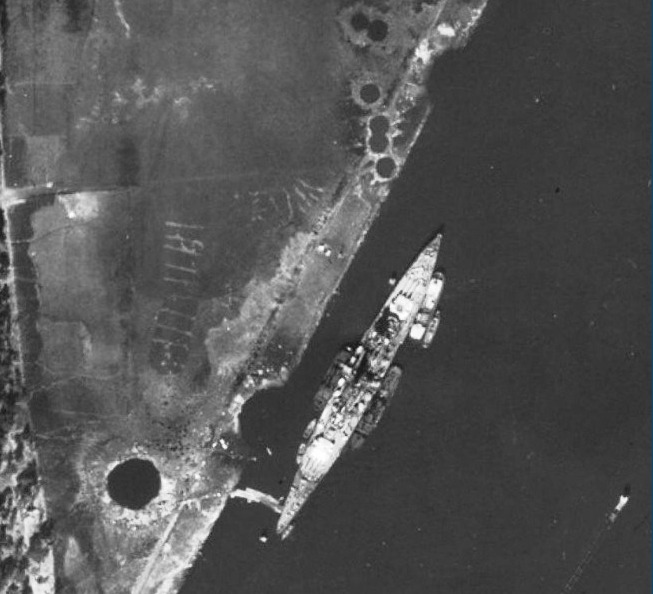
Lützow poškozený blízkými zásahy pum Tallboy v dubnu 1945. Krátery po pumách jsou viditelné v jeho blízkosti.

Výzbroj představovalo šest 280mm kanónů ve dvou třídělových věžích, umístěných na přídi a na zádi v ose lodi. Sekundární výzbrojí bylo osm 150mm kannónů lafetovaných po jednom a krytých štíty. Doplňovalo je šest 105mm kanónů, tři 88mm kanóny a dva čtyřhlavňové 500mm torpédomety. Pohonný systém tvořilo osm dieselů MAN o výkonu 54 000 k, pohánějících dva lodní šrouby. Nejvyšší rychlost dosahovala 28 uzlů. Dosah byl 17 400 námořních mil při rychlosti 13 uzlů a 10 000 námořních mil při rychlosti 20 uzlů.

## Služba
Za druhé světové války byly všechny tři pancéřové lodě nasazeny proti spojenecké lodní dopravě. Admiral Graf Spee se 13. prosinec 1939 střel s britskými křižníky (těžký HMS Exeter a lehké křižníky HMS Ajax a HMS Achilles) v bitvě u ústí Rio de La Plata. Nad svými protivníky měla pancéřová loď jednoznačnou palebnou převahu, přesto však utrpěla poškození a byla pronásledována až do Montevidea. Tam ji německý kapitán sám potopil.
Lützow a Admiral Scheer se v dubnu 1940 podílely na invazi do Norska. Při návratu na základnu byl Lützow 11. dubna 1940 těžce poškozen britskou ponorkou HMS Spearfish a půl roku opravován. Dne 13. června 1941 byl znovu zasažen britským torpédovým letounem. Opravován byl do ledna 1942. V roce 1942 byly Lützow a Admiral Scheer přesunuty do Norska, aby se zapojily do akcí proti arktickým konvojům do Sovětského svazu. Admiral Scheer v srpnu 1942 podnikl výpad do Karského moře v rámci operace Wunderland a Lützow se v prosinci 1942 účastnil bitvy v Barentsově moři. Později se vrátili do Německa k opravám.
Na sklonku války Lützow a Admiral Scheer poskytovaly palebnou podporu ustupující německé armádě na východní frontě. Obě ze služby vyřadily britské nálety. Dne 16. dubna 1945 Lützow ve Swinemünde těžce poškodily blízké dopady pum Tallboy, svržených Lancastery 617. perutě RAF. Nadále sloužil jako plovoucí baterie. Dne 4. května 1945 jej potopila vlastní posádka. Sověti vrak vyzvedli a roku 1947 potopili jako cvičný cíl. Admiral Scheer byl 9. dubna 1945 v Kielu potopen při náletu. Vrak byl později částečně sešrotován.